# Kosov (ort i Tjeckien)
Kosov är en ort i Tjeckien.   Den ligger i regionen Olomouc, i den östra delen av landet, 170 km öster om huvudstaden Prag. Kosov ligger 409 meter över havet och antalet invånare är 296.
Terrängen runt Kosov är kuperad åt sydväst, men åt nordost är den platt. Runt Kosov är det ganska tätbefolkat, med 124 invånare per kvadratkilometer. Närmaste större samhälle är Zábřeh, 5,3 km öster om Kosov. I omgivningarna runt Kosov växer i huvudsak blandskog.